# Florin Popa (deputat)
Florin Popa (n. 21 ianuarie 1954, Tecuci, Galați, România – d. 21 martie 2025) a fost un deputat român, ales în 2016.